# ATC (Sicherungsgerät)

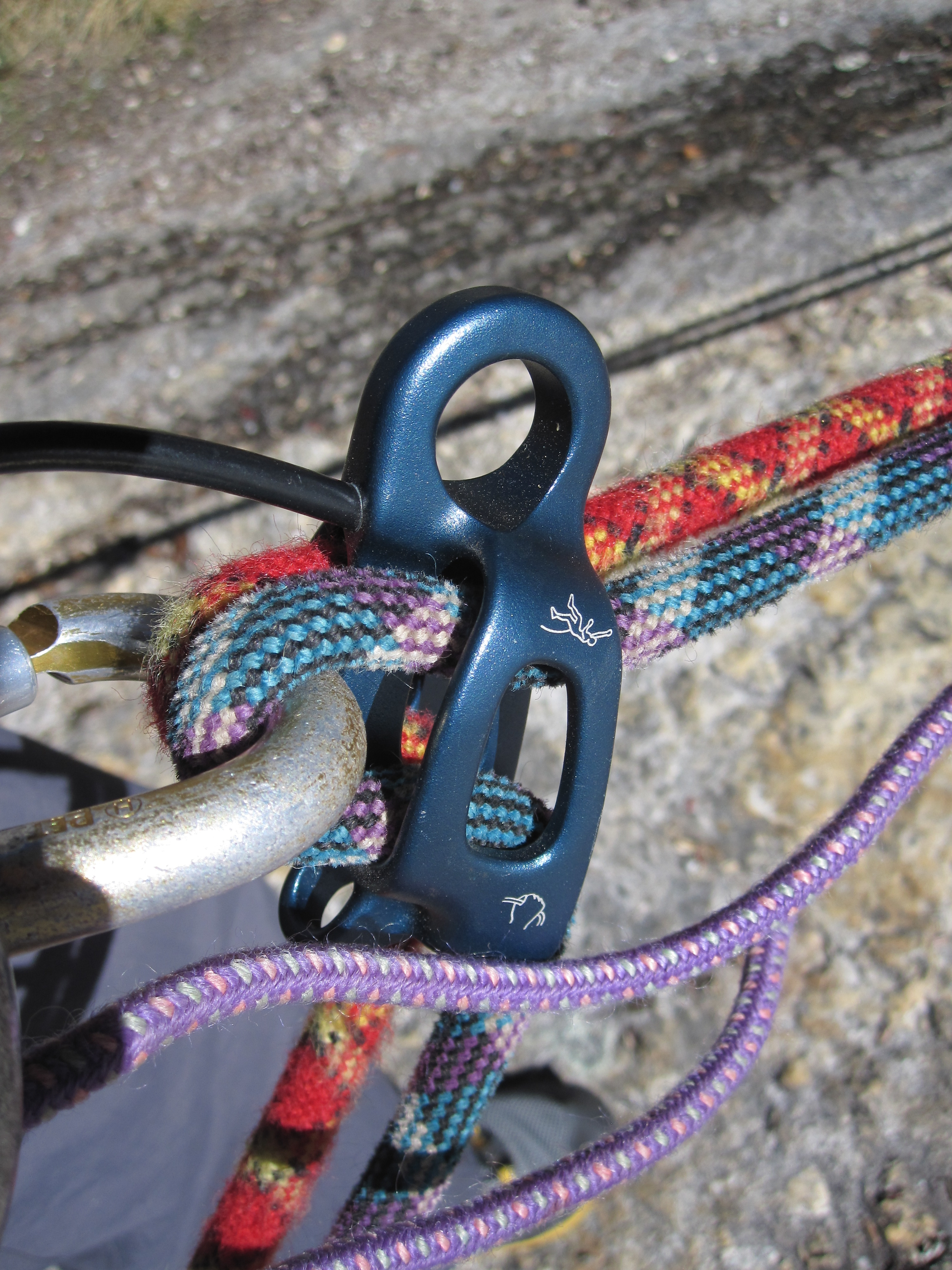
ATC Guide beim Abseilen. Die aufgedruckten Piktogramme zeigen, welches Seilende bei der Fremdsicherung zum Kletterer bzw. zur Bremshand führen muss.

ATC ist der Name eines für den Klettersport konstruierten Sicherungsgeräts der Firma Black Diamond, das zur Gruppe der Tubes gehört. Das Kürzel ATC steht ironisch für englisch Air Traffic Controller (Fluglotse).

## ATC

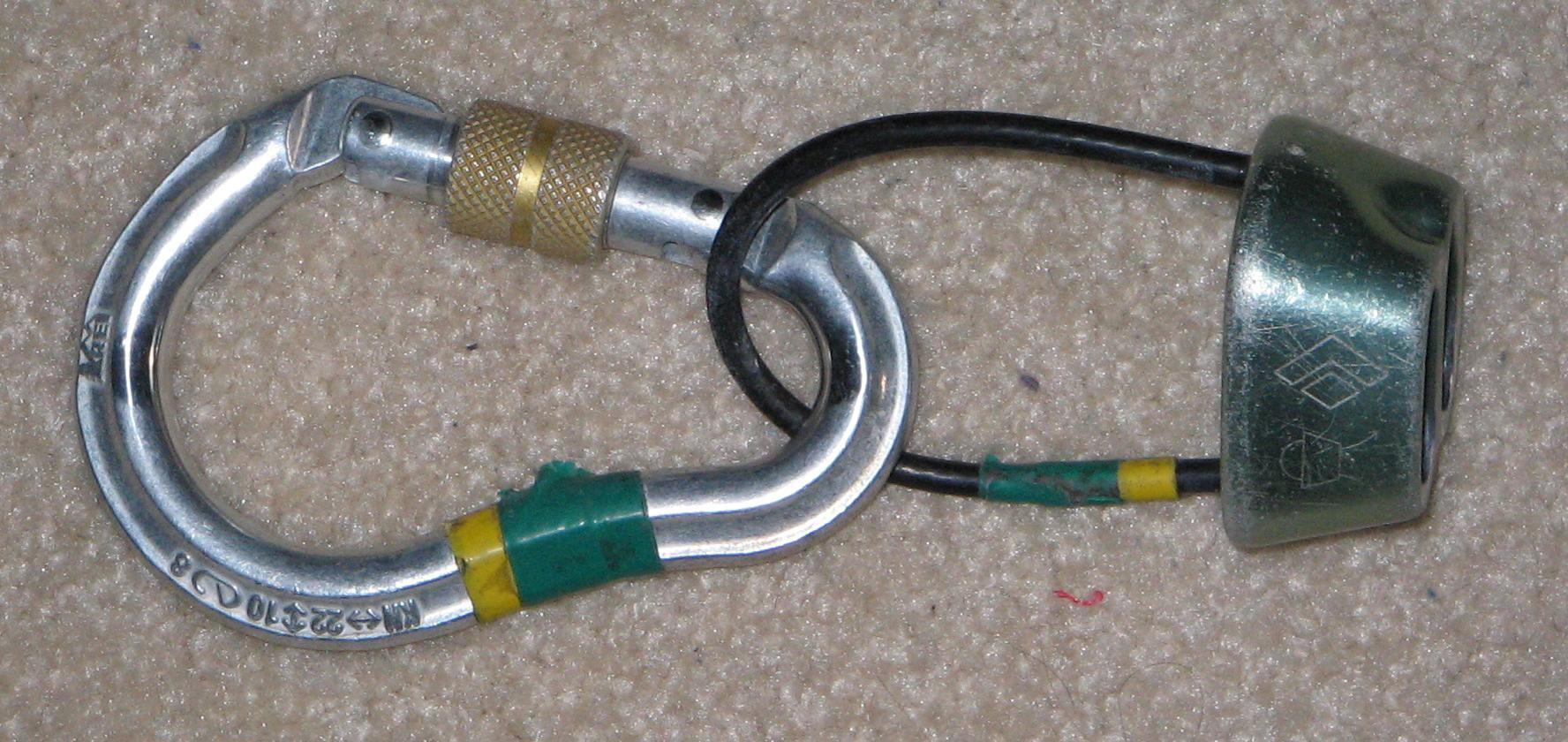
ATC mit Karabiner

Vom Prinzip her handelt es sich beim ATC um eine neue Version der heute nicht mehr gebräuchlichen Stichtplatte. Der ATC kann zum Sichern eines Vorsteigers oder beim Topropeklettern verwendet werden. Dabei ist darauf zu achten, dass das Sicherungsgerät in seiner Standardform nur geringe Reibungskräfte erzeugt und somit hohe Handkräfte beim Sichern erfordert. Es kann auch zum Abseilen verwendet werden, besonders da zwei Seilstränge durch den ATC kontrolliert werden können. Dies macht das Gerät besonders für das Klettern in Zwillingsseiltechnik durch seine einfache Handhabung interessant. Bei Sicherung an einem Einzelseilstrang bleibt die zweite Öffnung des ATC ungenutzt.
Das Gerät sollte sich immer zwischen der Position der Sicherungshand und dem Kletternden befinden. Das bedeutet, dass der Seilverlauf durch das Sicherungsgerät mit anschließender direkter Umlenkung Richtung Sicherungshand einen s-förmigen Verlauf beschreibt. Die Sicherungshand darf nicht auf der gleichen Seite wie der Kletternde, gesehen vom Sicherungsgerät aus, gehalten werden. Bei nur u-förmigem Verlauf wären die aufzubringenden Haltekräfte durch die Sicherungshand im Falle eines Sturzes äußerst hoch.
Daraus ergibt sich die häufig vertretene Ansicht, der ATC sollte nicht zum Sichern eines Nachsteigers bei Benutzung einer Fixpunktsicherung verwendet werden. Begründet liegt dies darin, dass im Sturzfall das Bremsseil nach oben gezogen werden müsste (Nachsteiger befindet sich unterhalb des Sicherungsgerätes bei gefordertem s-förmigen Seilverlauf), was den natürlichen Reflexen beim Sichern widersprechen soll. Mit Umlenkung im Fixpunkt oder Körpersicherung kann dieses Problem umgangen werden.

## ATC-XP

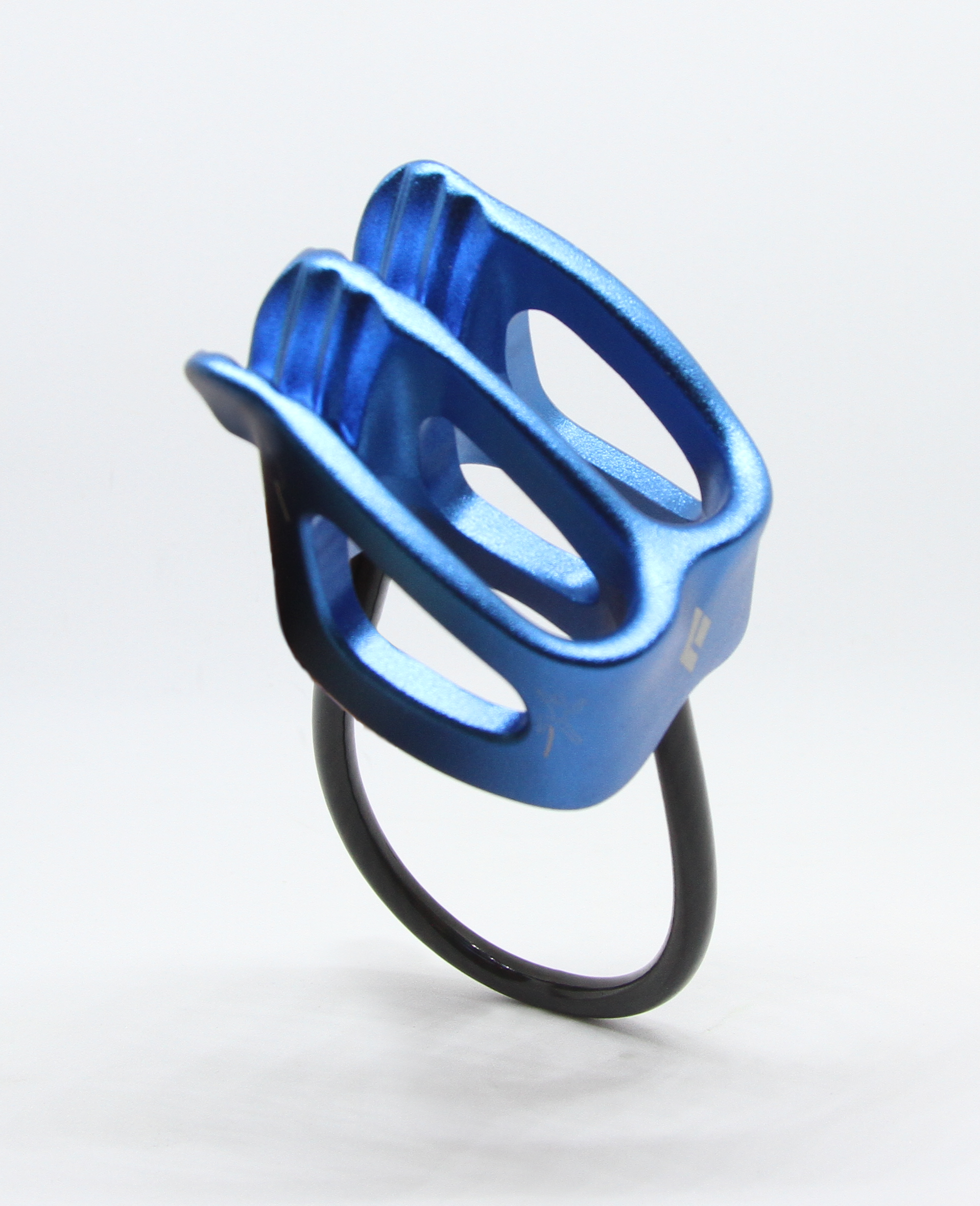
ATC-XP

Beim ATC-XP handelt es sich um eine Weiterentwicklung des ATC. So sind auf einer Seite am unteren Ende des Geräts V-förmige, geriffelte Bremsschlitze angebracht, welche speziell bei dünneren Seilen die Bremswirkung verbessern. Je nachdem, wie das Seil durch das Sicherungsgerät geführt wird, kommt es zu hohen Reibungswerten und damit zu einer hohen Bremswirkung unter Benutzung der Riffelung im ATC-XP oder zu einer normalen Bremswirkung etwa analog zum ATC.
Sofern schweren Personen bei Zwillingsseilen oder bei nassen Seilen die Bremswirkung noch nicht genügt, kann diese weiter erhöht werden, indem das ATC-XP mit zwei Karabinern statt mit einem befestigt wird.
Das ATC-XP ist ein Universalgerät, welches sich für alle Arten von Kletterei eignet. Durch das geringe Gewicht, die universelle Einsetzbarkeit zum Sichern (statisch wie dynamisch) und zum Abseilen hat das Gerät an Beliebtheit gewonnen.

## ATC-Guide

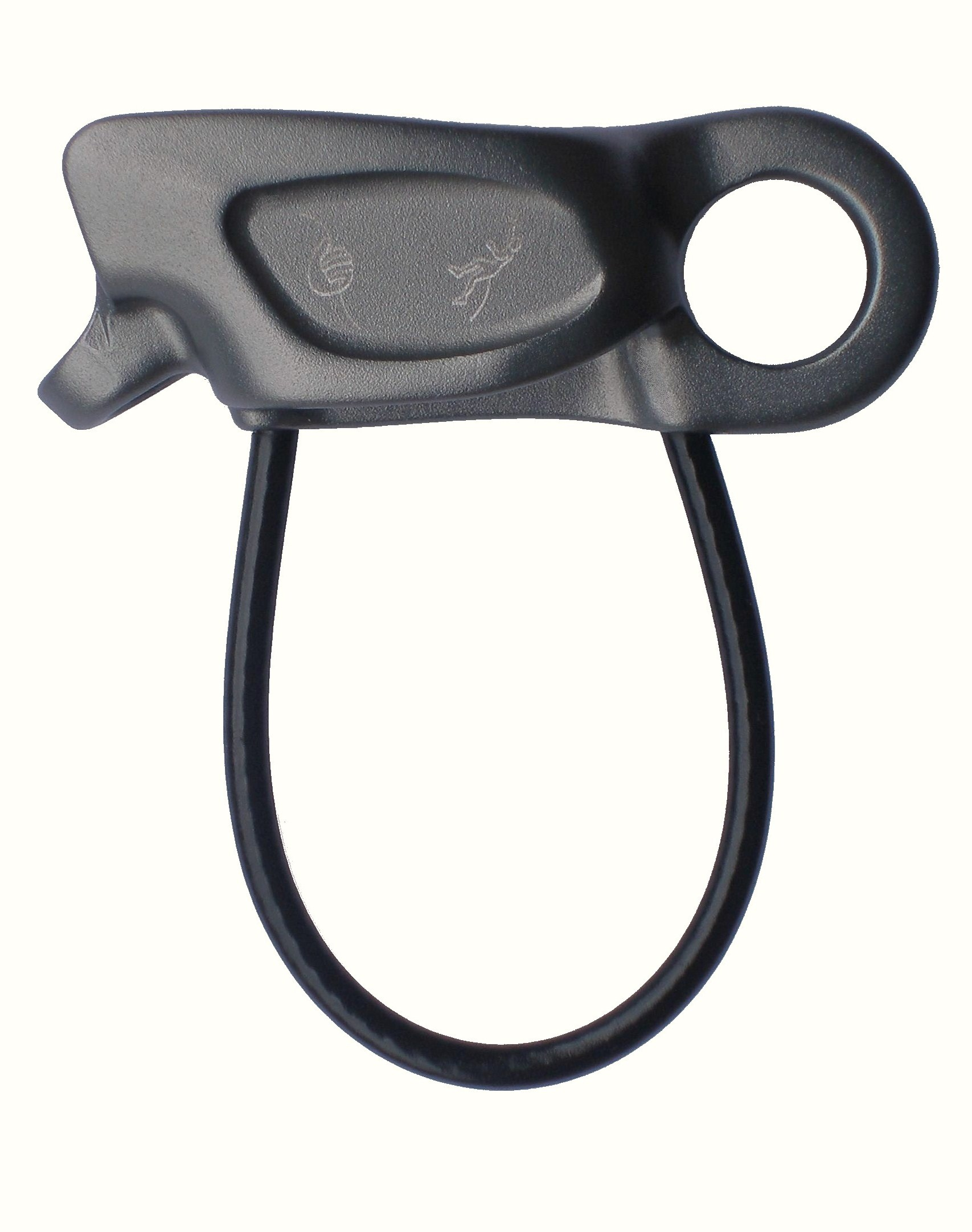
ATC-Guide

Beim ATC-Guide handelt es sich um eine Weiterentwicklung des ATC-XP. Es eignet sich nicht nur zum Abseilen und zum Sichern des Vorstiegs, sondern ist auch als Sicherungsgerät für den Nachstieg eines Kletterers ausgelegt. Es verfügt dazu über eine große Öse, an der man das Gerät an einem Standplatz einhängen kann. An der kleineren Öse kann eine Reepschnur fixiert werden, mit der man die Klemmung, die durch einen gestürzten Nachsteiger entstanden ist, lösen kann, um den Nachsteiger wieder abzulassen.